# 陳漢儀
陳漢儀，SBS（1961年10月20日—），香港社會醫學專科医生及公務員，曾擔任衛生署署長兼醫療輔助隊總監。

## 早年生活
陳漢儀生於1961年10月20日，自幼稚園起至預科階段均在玫瑰崗學校完成學業，及後考入香港大學醫學院，並在1985年取得內外全科醫學士學位。

## 公務員生涯
陳漢儀大學畢業並執業兩年多後，於1988年2月加入香港政府擔任政府醫生。及後，她在1991年至1992年於新加坡國立大學修讀公共衛生醫學碩士課程，返港後在1993年11月晉升為高級醫生，並在1996年7月再晉升為首席醫生。在2000年8月，陳晉升為衞生署助理署長，並於2006年7月1日獲委任為官守太平紳士，更於2007年10月出任食物環境衞生署食物安全專員。作為食物安全專員，陳因應2008年中國奶製品污染事件等事故推動強制性的營養標籤計劃，並因福島第一核電廠事故推出新的食物安全管制措施以助追查產品來源。2012年，陳打破慣例，越過衞生防護中心總監曾浩輝及衞生署副署長譚麗芬，獲委任為衛生署署長。
擔任署長的陳漢儀曾要求一名在政府任職的護士在星期一至五擔任曾蔭權涉貪案陪審員後須在星期六上班，法官陳慶偉因此傳召陳漢儀出庭解釋，並斥責政府如非不可公訴政府自身違反條例，署方早已被控歧視陪審員罪行。最終，陳漢儀在庭上向法官致歉，並承諾盡快與公務員事務局長羅智光處理相關手續。
陳漢儀於2021年9月21日退休卸任，由林文健接任署長。及後，她於2022年7月27日在香港2022年度授勳及嘉獎名單中獲授予銀紫荊星章，以表揚她34年來於港府的傑出服務。

## 個人生活
陳漢儀已婚並育有兩子，但她拒絕成為全職主婦，而她的工餘興趣為音乐和遠足。她因在社會醫學上的學術及事業貢獻而獲香港醫學專科學院頒授院士。

## 榮譽

### 殊勳
- 官守太平紳士（J.P.）（2006年7月1日－2021年10月19日）[4]
- 銀紫荊星章（S.B.S.）（香港2022年度授勳及嘉獎名單；2022年7月27日）[13]

### 頭銜
- 陳漢儀，JP（Constance Chan Hon-yee, JP，2006年7月1日－2021年10月19日）[4]
- 陳漢儀，SBS（Constance Chan Hon-yee, SBS，2022年7月27日－）[13]